# Neptosternus coomani
Neptosternus coomani är en skalbaggsart som beskrevs av Peschet 1923. Neptosternus coomani ingår i släktet Neptosternus och familjen dykare. Inga underarter finns listade i Catalogue of Life.